# Лупетей, Юрислейди
Юрислейди Лупетей Кобас (исп. Yurisleidy Lupetey Cobas; 6 мая 1981, Моа) — кубинская дзюдоистка лёгкой весовой категории, выступала за сборную Кубы в конце 1990-х — начале 2010-х годов. Бронзовая призёрка летних Олимпийских игр в Афинах, чемпионка мира, дважды чемпионка Панамериканских игр, победительница многих турниров национального и международного значения.

## Биография
Юрислейди Лупетей родилась 6 мая 1981 года в муниципалитете Моа провинции Ольгин.
Первого серьёзного успеха на взрослом международном уровне добилась в 2001 году, когда попала в основной состав кубинской национальной сборной и побывала на чемпионате мира в Мюнхене, откуда привезла награду золотого достоинства, выигранную в лёгкой весовой категории. Два года спустя добавила в послужной список бронзовую медаль, полученную на мировом первенстве в Осаке, и одержала победу на Панамериканских играх в Санто-Доминго.
Благодаря череде удачных выступлений удостоилась права защищать честь страны на летних Олимпийских играх 2004 года в Афинах. Взяла здесь верх над первыми двумя соперницами, но затем в полуфинале потерпела поражение от представительницы КНДР Ке Сун Хи, которая в итоге стала серебряной олимпийской призёркой. В утешительной встрече за третье место победила испанку Исабель Фернандес и завоевала тем самым бронзовую олимпийскую медаль.
В 2006 году Лупетей выступила на Играх Центральной Америки и Карибского бассейна в Картахене, где одолела в лёгкой весовой категории всех соперниц и удостоилась золотой награды. Будучи в числе лидеров дзюдоистской команды Кубы, благополучно прошла квалификацию на Олимпийские игры 2008 года в Пекине. На сей раз попасть в призы не сумела, уже во втором поединке проиграла представительнице Туниса Несри Джеласси.
После пекинской Олимпиады Юрислейди Лупетей осталась в основном составе кубинской национальной сборной и продолжила принимать участие в крупнейших международных турнирах. Так, в 2011 году она отправилась представлять страну на Панамериканских играх в Гвадалахаре и стала здесь чемпионкой в лёгком весе. Позже прошла отбор на Олимпийские игры 2012 года в Лондоне — вновь выиграла стартовый поединок, во втором же проиграла россиянке Ирине Заблудиной и лишилась тем самым всяких шансов на попадание в число призёров. Вскоре по окончании этих соревнований приняла решение завершить карьеру профессиональной спортсменки, уступив место в сборной молодым кубинским дзюдоисткам.